# كأس ويلز 1975–76
كأس ويلز 1975–76 (بالإنجليزية: 1975–76 Welsh Cup)‏ هو موسم من كأس ويلز. فاز فيه كارديف سيتي.